# 明貞皇后
明貞皇后李氏（？—？），後漢文祖劉湍妻。
李氏事跡不詳，只知她嫁與後漢文祖及生後漢德祖劉昂。天福十二年（947年）閏七月，後漢高祖劉知遠即位，追尊李氏諡號為明貞皇后。